# Радомеж (Великопольське воєводство)
Радомеж (пол. Radomierz) — село в Польщі, у гміні Пшемент Вольштинського повіту Великопольського воєводства.
Населення — 657 осіб (2011).
У 1975-1998 роках село належало до Лешненського воєводства.

## Демографія
Демографічна структура станом на 31 березня 2011 року:
|          | Загалом | Допрацездатний вік | Працездатний вік | Постпрацездатний вік |
| -------- | ------- | ------------------ | ---------------- | -------------------- |
| Чоловіки | 327     | 72                 | 226              | 29                   |
| Жінки    | 330     | 65                 | 199              | 66                   |
| Разом    | 657     | 137                | 425              | 95                   |